# بربيتاوات إفريقية
البربيتاوات الأفريقية (الاسم العلمي: Lybiinae) هي أسرة من الطيور تتبع فصيلة البربيتية من رتبة نقاريات الشكل.

## أجناس
- البربيت العاري
- بربيت نازل الحنجرة
- البربيت الصفاح